# Buchenhof
Buchenhof ist eine über einem Gehöft entstandene Ansiedlung, die verwaltungsmäßig zu Gleichamberg gehört, das seit dem 31. Dezember 2012 ein Ortsteil der Stadt Römhild im Landkreis Hildburghausen in Thüringen ist.

## Lage
Südwestlich vom Buchenhof liegt Gleichamberg an der Landesstraße 2673. Sie verbindet auch mit Bedheim. Dazwischen liegt die Gehöftsiedlung Buchenhof am Südostabfall des Großen Gleichberges.

## Geschichte

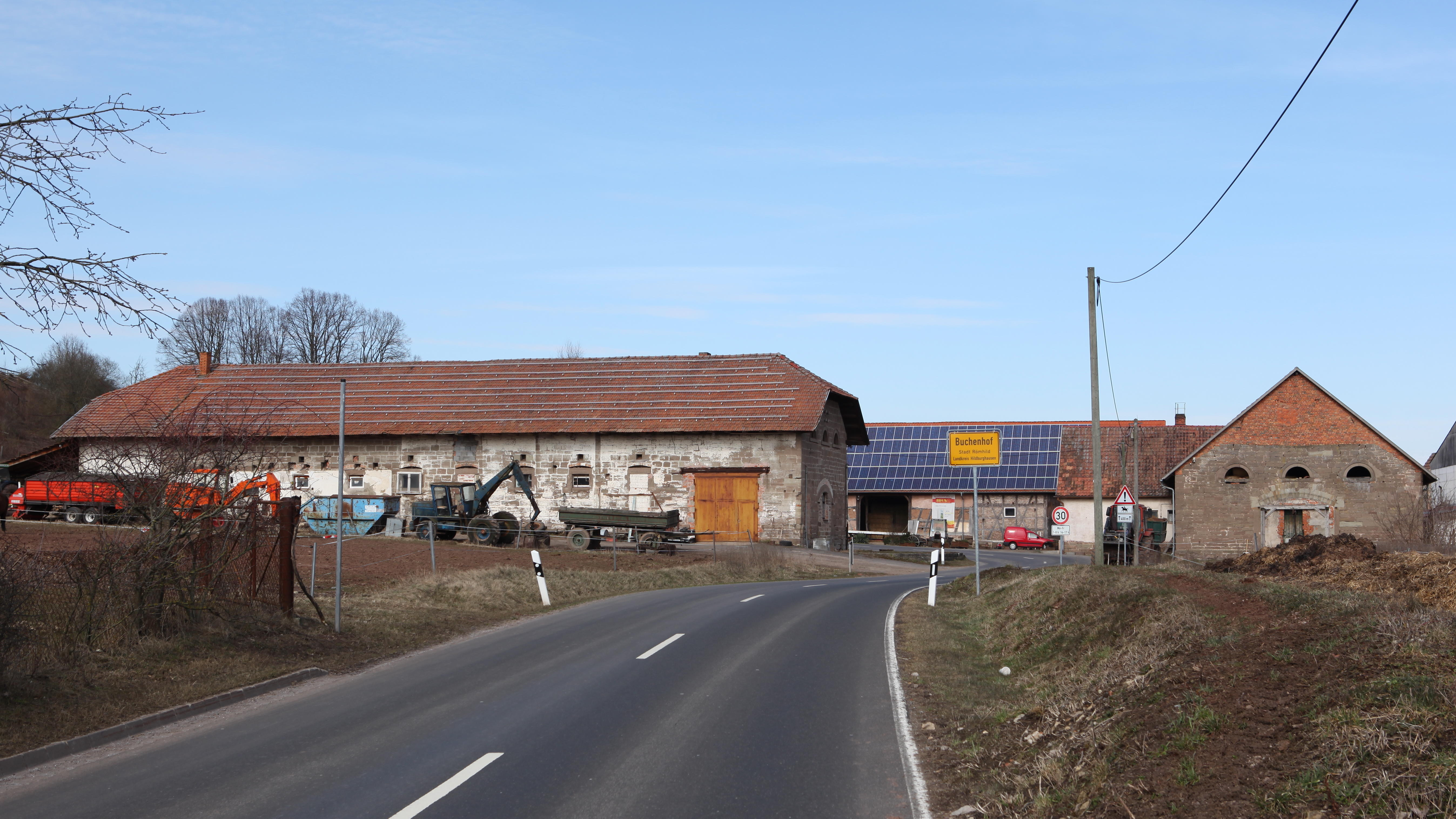
Buchenhof

Um 1300 wurde das Anwesen erstmals urkundlich erwähnt. Die Anwohner meinen 1334 und sogar erst 1432. Dieser Wohnsitz entwickelte sich aus grundherrlichem Streubesitz in dieser Gegend. Einige entwickelten sich zu größeren Besitzungen, andere blieben ein Hof oder fielen wüst. Auch diese Höfe unterlagen besonders den Spannungsfeldern dieser Region, sogar bis in die neue Zeit.
Die damals sich gebildete Domäne fiel 1945 nicht unter die Bodenreform, sondern wurde Volkseigentum, das sich mit Züchtung befassen musste. 1951–1953 entstand ein Lehrlingswohnheim mit landwirtschaftlicher Berufsschule. Heute stehen die Gebäude leer und verfallen auch.
1970 stellte man den Zuchtbetrieb infolge der Umstrukturierung der Großflächenproduktion ein und ging zum Obstbau administrativ über. Zur Wendezeit wurde auch diese Obstplantage abgewickelt.
1998 erwarb Familie Kalnbach den Buchenhof, begann mit der Sanierung und baute eine Pferdezucht mit Ausbildung und Pferde-Pensionshaltung auf.
Der Buchenhof bekam wieder eine Zukunft.